# Louis de Bourbon-Préaux
Pour les articles homonymes, voir Louis de Bourbon.
Louis de Bourbon-Préaux, né en 1368 et mort le 25 octobre 1415 à la bataille d’Azincourt est un chevalier Français et un seigneur de Préaux.

## Biographie
Fils de Jacques de Bourbon-Préaux, seigneur de Préaux, et grand bouteiller de France et de Marguerite de Préaux, il est le descendant direct de Louis IX.
- Louis IX Saint Louis
  - Robert de Clermont
    - Louis Ier de Bourbon
      - Jacques Ier de Bourbon-La Marche
        - Jacques de Bourbon-Préaux
          - Louis de Bourbon-Préaux

Il prit part à la bataille d'Azincourt en tant que capitaine à la tête de 800 chevaliers et perdit la vie le 25 octobre 1415 au cours de la bataille.
N'ayant pas d'enfant, son frère Pierre de Bourbon-Préaux lui succéda en tant que seigneur de Préaux.